# Sashimono

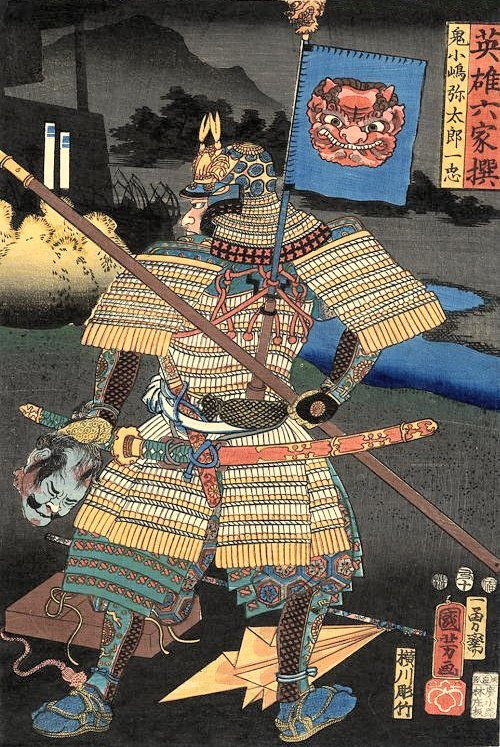
Onikojima Yatarō Kazutada con un sashimono, en una representación por Utagawa Kuniyoshi.

Las sashimono (指物, 差物, 挿物?) eran pequeñas banderolas utilizadas por samuráis y guerreros en sus espaldas con la finalidad de darles mayor visibilidad en el campo de batalla así como para uniformar a las tropas. Este tipo de heráldica surgió durante el período Sengoku, una etapa de muchos conflictos en la historia de Japón.

## Descripción
El sashimono consistía en una pequeña bandera, similar al nobori, que se portaba en la parte trasera de la armadura de los samuráis. Generalmente en los sashimono estaba escrito el mon del daimyō al que servían, lo que brindaba una especie de uniformidad a las tropas beligerantes. 
Usualmente los colores se escogían de entre los «colores de la suerte» (rojo, azul, amarillo, negro y blanco) y aunque la mayoría se trataban de banderas, existieron algunos casos de objetos tridimensionales.
Además, en algunas otras ocasiones se les permitía a samuráis de renombre utilizar una bandera totalmente blanca con su nombre escrito en ella como sashimono.